# بیون یونگ جو
بیون یونگ جو (کره‌ای: 변영주؛ زادهٔ ۲۰ دسامبر ۱۹۶۶) کارگردان فیلم اهل کره جنوبی است. فیلم‌های او به بررسی حقوق زنان و حقوق بشر می‌پردازد. او از دانشگاه زنان ایهوا با مدرک حقوق و از دانشگاه چونگ آنگ از دپارتمان فیلم و تئاتر فارغ‌التحصیل شده است. او کارگردانی فیلم‌های پسران پرواز (۲۰۰۴) و درمانده (۲۰۱۲) را بر عهده داشته است.